# Jean-Marc Micas
Jean-Marc Misac (Montélimar, 17 giugno 1963) è un vescovo cattolico francese, dal 30 marzo 2022 vescovo di Tarbes e Lourdes.

## Biografia
Nasce a Montélimar il 17 giugno 1963 e cresce a Boussens, nel cantone di Cazères e nell'arrondissement di Muret; durante gli studi di ingegneria civile ed ingegneria climatica, trascorre un anno a Glasgow, dove si confronta con i problemi dell'impoverimento ed alimenta il desiderio del sacerdozio con l'obiettivo di annunciare il Vangelo alle popolazioni più svantaggiate.

### Formazione e ministero sacerdotale
Dal 1985 al 1990 frequenta il seminario di Tolosa, dove consegue la licenza in teologia. Viene ordinato sacerdote per l'arcidiocesi di Tolosa il 10 marzo 1991 e il 6 giugno 1999 entra a far parte della Compagnia dei sacerdoti di San Sulpizio.
Nel corso del suo ministero presbiterale svolge i seguenti incarichi:
- vicario parrocchiale della parrocchia di Saint-Gaudens (1991 - 1995);
- cappellano diocesano del Movimento eucaristico giovanile (1993 - 1998);
- parroco della parrocchia di Labège et Escalquens (1995);
- responsabile del servizio diocesano per le vocazioni (1997 - 2000);
- formatore presso il seminario regionale di Tolosa (1999 - 2010);
- membro del collegio dei consultori e del consiglio presbiterale (1999 - 2013);
- responsabile del servizio regionale per le vocazioni (2000 - 2013);
- membro del servizio diocesano per la formazione del clero (2006 - 2013);
- superiore del seminario regionale di Tolosa (2007 - 2013);
- membro del consiglio nazionale dei seminari maggiori (2011 - 2013).

Dal 2013 fino alla nomina episcopale è superiore provinciale di Francia della Compagnia dei sacerdoti di San Sulpizio.

### Ministero episcopale
Il 30 marzo 2022 papa Francesco lo nomina vescovo di Tarbes e Lourdes, a seguito del trasferimento del vescovo Nicolas Brouwet alla diocesi di Nîmes. Riceve la consacrazione episcopale il 29 maggio dello stesso anno, presso la basilica di San Pio X in Lourdes, dall'arcivescovo di Tolosa Guy André Marie de Kérimel, coconsacranti il vescovo di Nîmes Nicolas Brouwet ed il vescovo di Tulle Francis Bestion, alla presenza di Celestino Migliore, nunzio apostolico in Francia. Prende possesso della diocesi il 30 maggio seguente presso la cattedrale di Tarbes.

## Genealogia episcopale
La genealogia episcopale è:
- Cardinale Scipione Rebiba
- Cardinale Giulio Antonio Santori
- Cardinale Girolamo Bernerio, O.P.
- Arcivescovo Galeazzo Sanvitale
- Cardinale Ludovico Ludovisi
- Cardinale Luigi Caetani
- Cardinale Ulderico Carpegna
- Cardinale Paluzzo Paluzzi Altieri degli Albertoni
- Papa Benedetto XIII
- Papa Benedetto XIV
- Papa Clemente XIII
- Cardinale Marcantonio Colonna
- Cardinale Giacinto Sigismondo Gerdil, B.
- Cardinale Giulio Maria della Somaglia
- Cardinale Carlo Odescalchi, S.I.
- Vescovo Eugène de Mazenod, O.M.I.
- Cardinale Joseph Hippolyte Guibert, O.M.I.
- Cardinale François-Marie-Benjamin Richard de la Vergne
- Vescovo Marie-Prosper-Adolphe de Bonfils
- Cardinale Louis-Ernest Dubois
- Arcivescovo Jean-Arthur Chollet
- Arcivescovo Héctor Raphaël Quilliet
- Vescovo Charles-Albert-Joseph Lecomte
- Cardinale Achille Liénart
- Vescovo Adrien-Edmond-Maurice Gand
- Cardinale Albert Decourtray
- Vescovo Jean Marie Louis Bonfils, S.M.A.
- Arcivescovo Guy André Marie de Kérimel
- Vescovo Jean-Marc Micas, P.S.S.